# Росс Джеффрис
Пол Джеффри Росс (род. в  1959), известный под псевдонимом Росс Джеффрис, — американский писатель и пикапер.
Нил Страусс в своей книге 2005 года «Игра» называет Джеффриса «крёстным отцом» современного сообщества пикаперов.

## Карьера
В 1988 году Джеффрис начал изучать техники соблазнения. Он проводил мастер-классы и продвигал методику «скоростного соблазнения», основанную на НЛП. Его учение фокусируется на создании у женщин желаемого эмоционального состояния через управление их воображением, а не на конкретных действиях.
В 1992 году участвовал в шоу NBC «Faith Daniels Show» вместе с активистом мужских прав Мэлом Фейтом и философом Брюсом Вайнштейном. Джеффрис также появлялся на шоу «Доктор Фил», «Шоу Монтела Уильямса», «Шоу Джейн Уитни» и «The Daily Show», называя себя «экспертом по скоростному соблазнению».
В 2000 году стал героем документального фильма Луи Теру «Louis Theroux's Weird Weekends». В том же году подал в суд на Джона Уайта (известного как Дон Стил) по обвинению в клевете.
Персонаж Том Круза, Фрэнк Т. Дж. Маки, в фильме «Магнолия» был вдохновлён Джеффрисом по словам режиссёра Пола Томаса Андерсона.

## Книги
- Jeffries, Ross. How to Get the Women You Desire into Bed :  [англ.]. — Smart Corporation, 1992-09. — ISBN 9780963037909.
- Jeffries, Ross. Secrets of Speed Seduction Mastery :  [англ.]. — Lulu.com, 2010-05-11. — ISBN 9780557388493.
- Jeffries, Ross. Subtle Words That Sell :  [англ.]. — Amazon Digital Services, 2018-02-22. — ISBN 978-0692076897.